# 安卢熊属
安卢熊属（学名：Ballusia）是一个灭绝的小熊属，生存在早中新世，大约2005万至1800万年前。被归入该属的化石遗骸在欧洲（波兰）和亚洲（俄罗斯、蒙古、中国）都有发现。安卢熊属是在1998年建立的，最初是基于被归为祖熊屬和半熊属不同物种的化石，其中B. elmensis是模式种。
安卢熊属与“真正”的熊（包括现代的熊亚科）的确切关系尚未完全理解：许多古生物学家将其归类为熊亚科的原始成员，但其已知的骨骼元素与灭绝的半狗亞科有一些共同特征。因此，一些研究者将Ballusia称为Ursidae incertae sedis。Ginsburg和Morales认为B. elmenensis是祖熊屬的祖先，Marciszak和Lipecki也是这样认为的，尽管两个属的时间范围似乎有重叠 。

## 描述
安卢熊属比大多数现代熊物种都要小：该属物种B. orientalis的化石遗骸表明这种动物的大小与家猫相似，身体比例类似于狼獾，而B. elmenensis的大小则与欧亚山猫相似。安卢熊属具有纤细的腿部，相对于现代熊物种来说，它的尾巴也更长。